# انصاف (حقوق)

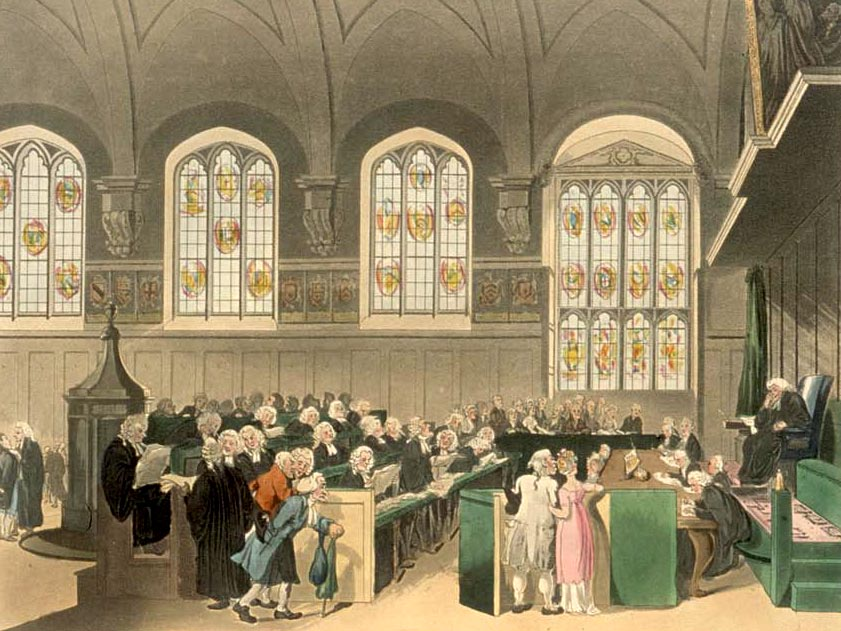
دادگاه صدارت بریتانیا، لندن. اوایل قرن 19

انصاف (انگلیسی: Equity)، در حوزه‌های قضایی تابع کامن‌لای انگلیسی، به مجموعه‌ای از قواعد کلی اطلاق می‌شود که «بر همهٔ قوانین حکومت دارند» و «همهٔ قوانین مدنی از آن ناشی می‌شوند». دادگاه انصاف، «اداره‌ای است که احکامی را صادر می‌کند که بنیاد نظام حقوقی کامن‌لا را تشکیل می‌دهند». انصاف «توسط هیچ قانون دولتی تأثیر نمی‌پذیرد»، و «همه‌چیز است، حتی فراتر از قانون».
معمولاً گفته می‌شود که انصاف «تعدیل حاکمیت کامن لا» است، که به دادگاه‌ها اجازه می‌دهد به‌ صلاح‌دید خود عمل کنند؛ و عدالت را در مطابقت با قانون طبیعی اِعمال کنند. در عمل، انصاف مدرن با قواعد ماهوی و شکلی محدود شده‌است، و قانون‌گذاران انگلیسی و استرالیایی به‌تمرکز بر جنبه‌های فنی انصاف گرویده‌اند. دوازده «گزارهٔ اخلاقی مبهم»، که به‌عنوان قواعد انصاف شناخته می‌شوند، اِعمال انصاف را هدایت می‌کنند، و پنج مورد دیگر نیز به آن‌ها می‌توان افزود.
یک نقد تاریخی به انصاف، در حالی که توسعه یافته‌است، این است که فاقد قواعد ثابت است، و قاضی، بنا به‌موقعیت، اساساً مطابق وجدان خود قضاوت می‌کند. قواعد انصاف بعداً بیش‌ترِ انعطاف خود را از دست داد، و از سدهٔ هفدهم بدین‌سو، انصاف به‌سرعت به نظامی از رویّه‌ها تبدیل شد که بیش‌تر به عموزاده‌اش، کامن‌لا، شباهت دارد.